# Ґенсювка
52°14′41″ пн. ш. 20°58′44″ сх. д. / 52.244638888889° пн. ш. 20.978938888889° сх. д.

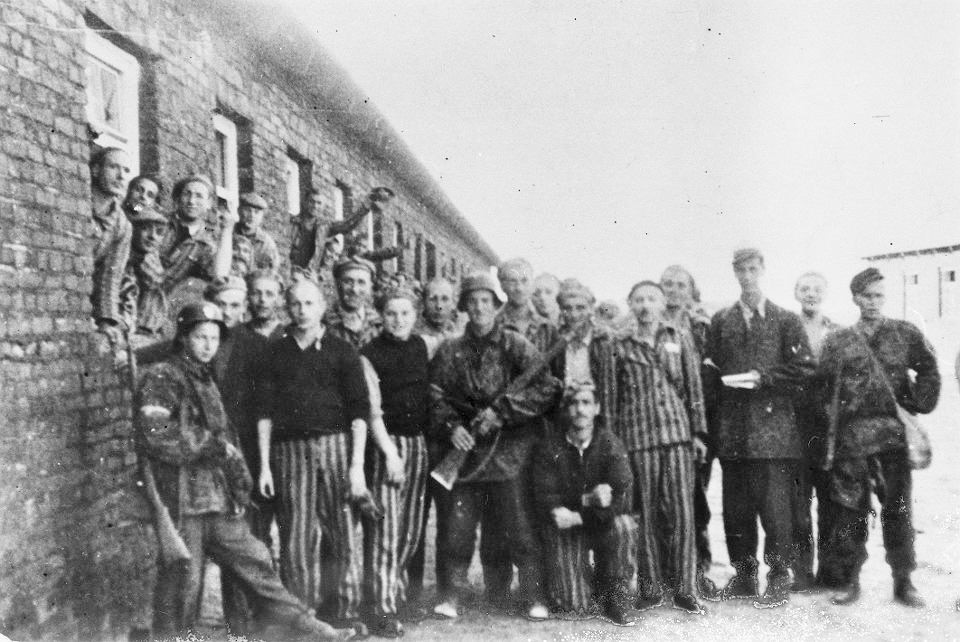
Звільнені євреї з польськими солдатами

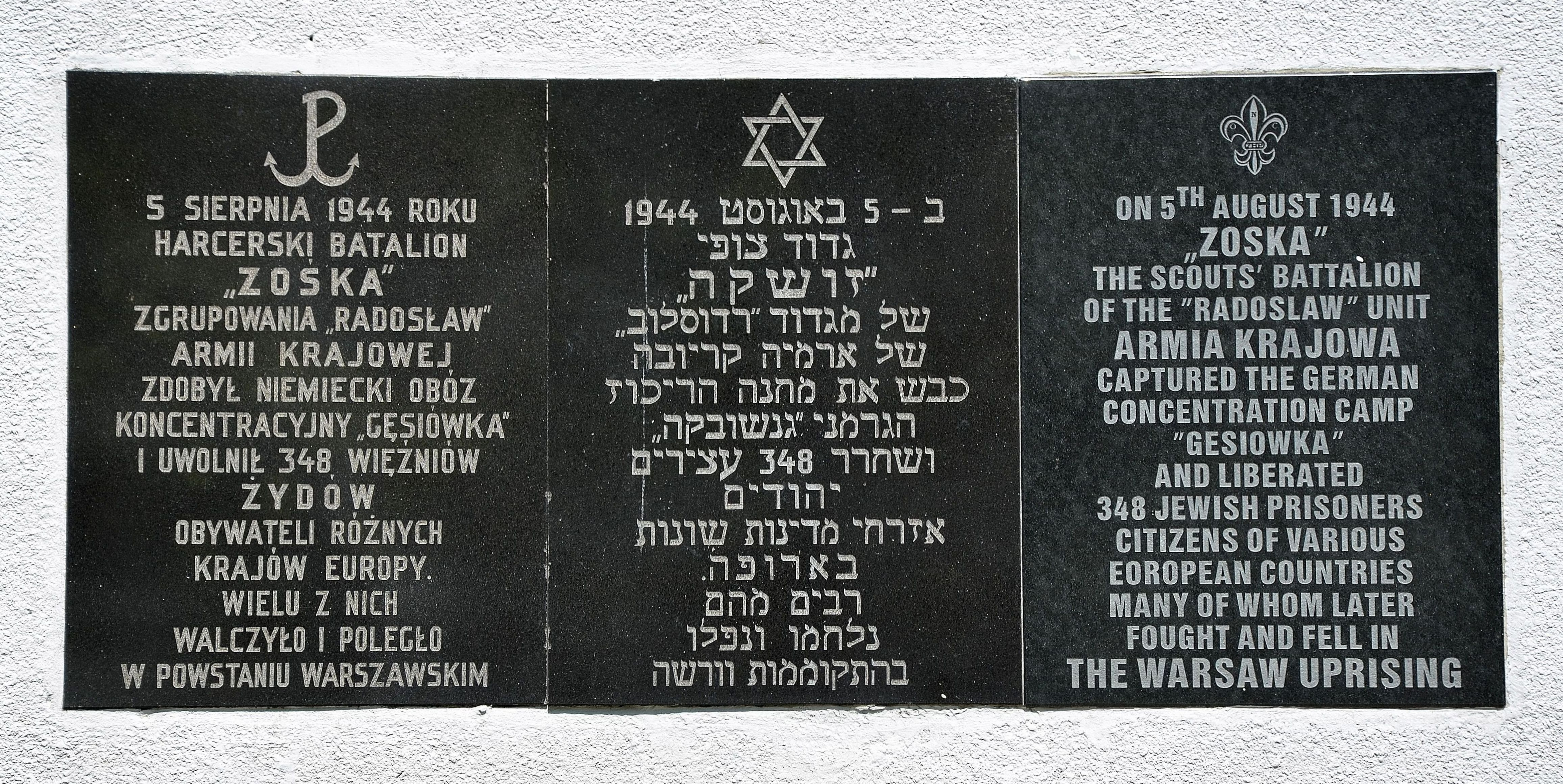
Меморіальна дошка

Ґенсювка (пол. Gęsiówka) — до Другої світової війни в'язниця на вулиці Ґенся (пол. Gęsia, букв. «Гусяча») у Варшаві, під час війни тут також розташовувався  концентраційний табір з газовою камерою і трьома крематоріями. У приміщеннях Ґенсювки німці тримали в ув'язненні євреїв із багатьох країн Європи, а також поляків.

## Історія
Ліквідація концтабору почалася 27 липня 1944 року. Того дня було вбито близько 400 осіб, в тому числі всі пацієнти місцевої лікарні та інші ув'язнені, нездатні до самостійного пересування. Наступного дня приблизно 4000 ув'язнених були відправлені пішки до Ловича, а ті, хто вижив після цього важкого шляху, - потягом у концентраційний табір Дахау. У Ґенсювці залишилося 400 ув'язнених, які займалися ліквідацією табору і слідів нацистських злочинів. 
Під час Варшавського повстання 5 серпня 1944 року батальйон Армії Крайової «Zośka» (Зоська) з угруповання «Radosław» (Радослав) під командуванням поручика Вацлава Міцути понад годину боровся за звільнення табору. Завдяки захопленому у німців 2 серпня танку Panzer V Пантера батальйон зруйнував двері, вишки стрільців, бункери і звільнив 383 ув'язнених особи, в тому числі 348 євреїв. Значна частина з них потім взяла участь у повстанні. 
У 1945-1956 роках в тих же приміщеннях знаходилася секретна в'язниця - спочатку НКВС, потім польського міністерства держбезпеки. 
У 50-ту річницю визволення концтабору Ґенсювка була відкрита меморіальна дошка. 